# هرنساری
هِرْنِساری (به فنلاندی: Hernesaari) یک منطقهٔ مسکونی در فنلاند است که در هلسینکی واقع شده‌است. هرنساری ۰٫۴۹ کیلومتر مربع مساحت و ۷۶۲ نفر جمعیت دارد.